# جاده ۹۳ (ایران)
جاده ۹۳ جاده‌ای است در جنوب شرقی ایران که ارتباط چابهار به نیک‌شهر, ایرانشهر و جاده ۸۴ (ایران)در نزدیکی بم را برقرار میکند.